# Monsieur et Madame Goliath
Pour les articles homonymes, voir Goliath.
Monsieur et Madame Goliath  (ou gouyasse en picard) est un géant du Cortège de la Ducasse d'Ath.
Goliath (signalé dès 1481) et sa femme (créée en 1715) dansent sur un air d'origine ancienne, le Grand Gouyasse, en deux endroits bien précis : le Pont du Moulin et le Pont du Gâdre au son de la fanfare Saint-Martin d'Ath.
Goliath, le Philistin, est accompagné du berger David, du diable « Magnon », d'« hommes de feuille » et de chevaux-jupons, les « Chevaux Diricq ».

## Caractéristiques techniques
Taille
- M. Goliath : 4 m pour un poids de 129,50 kg en 2014
- Mme Goliath : 3,75 m pour un poids de 117,50 kg en 2014

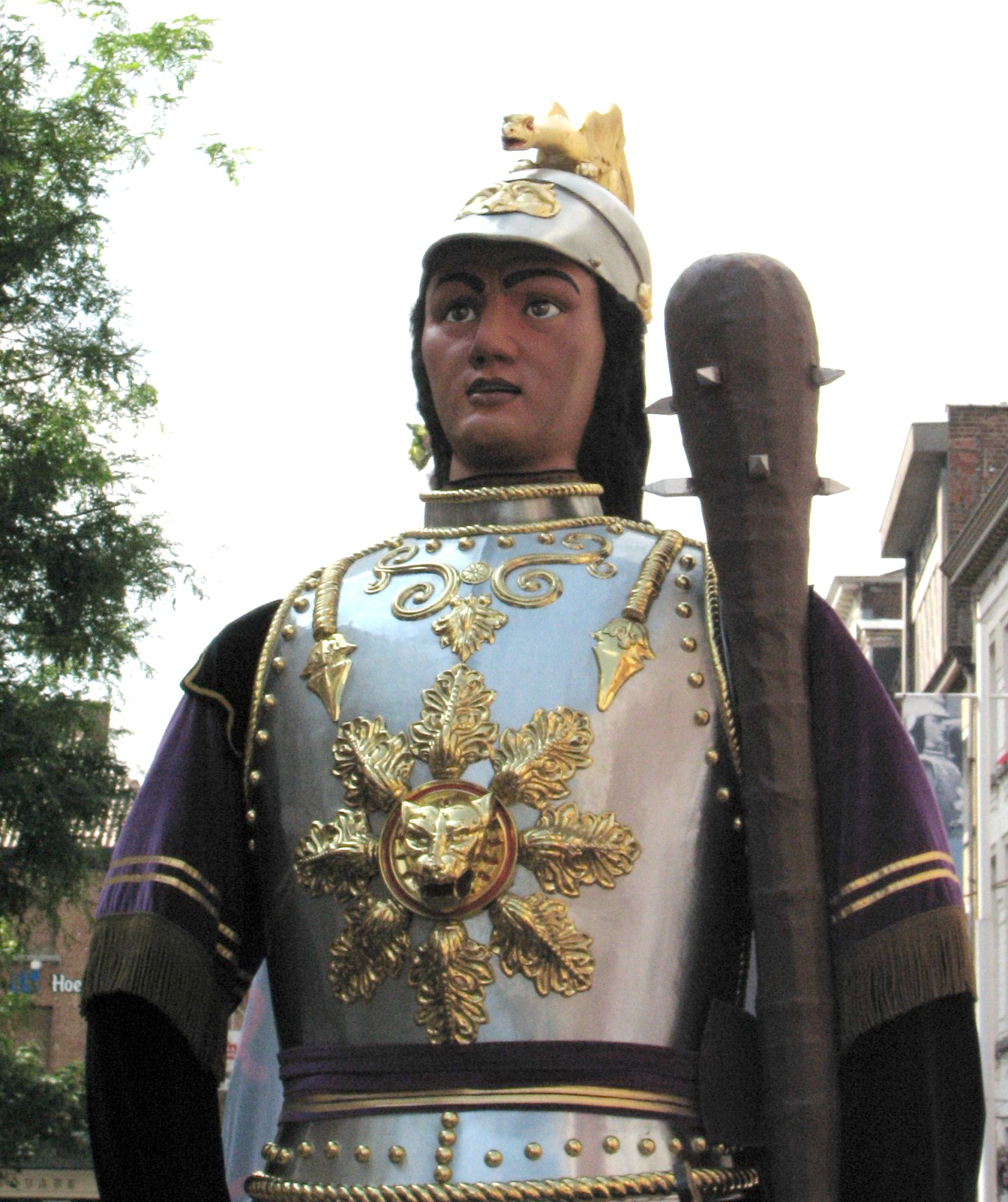
Goliath
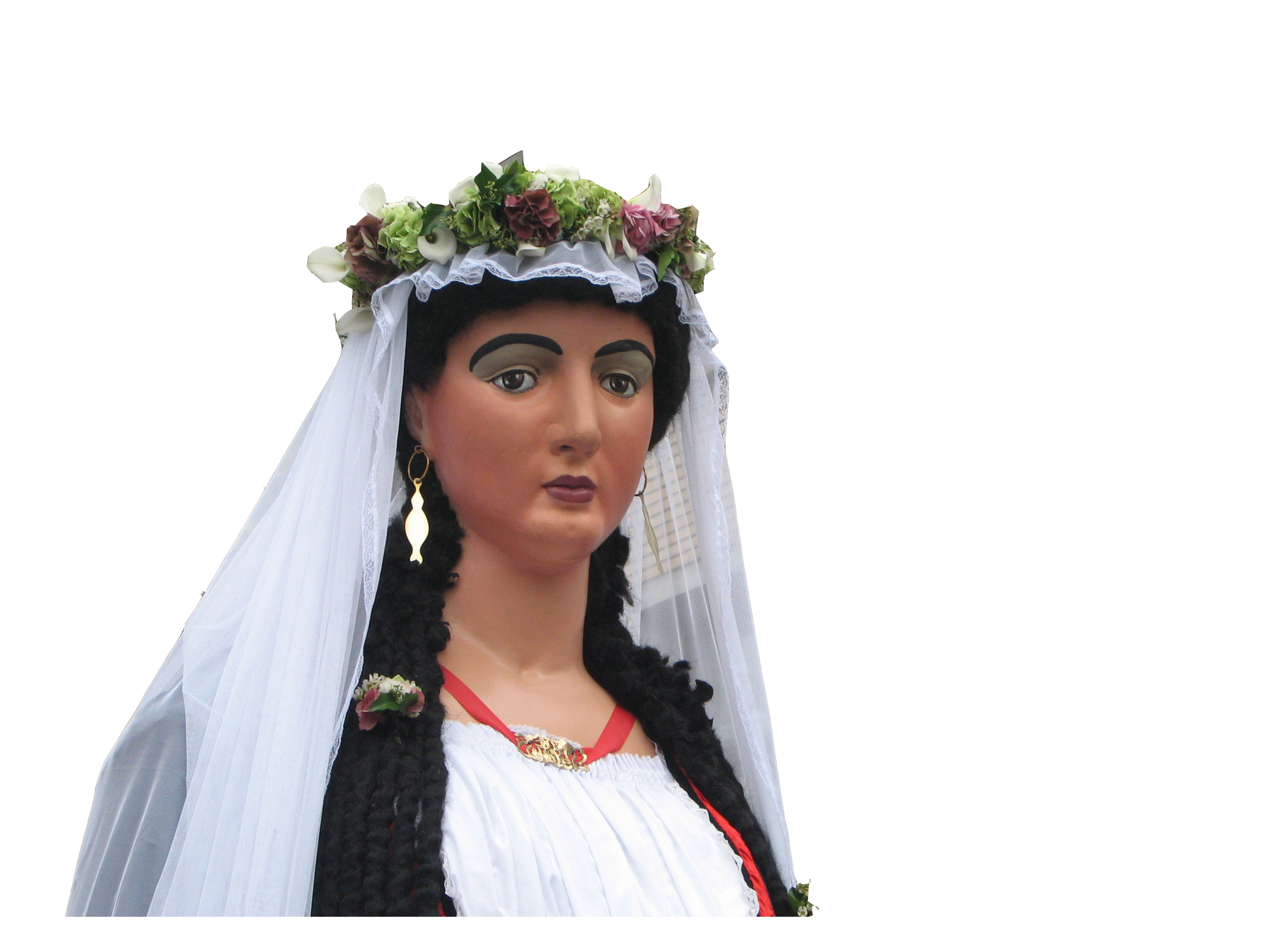
MmeGoliath
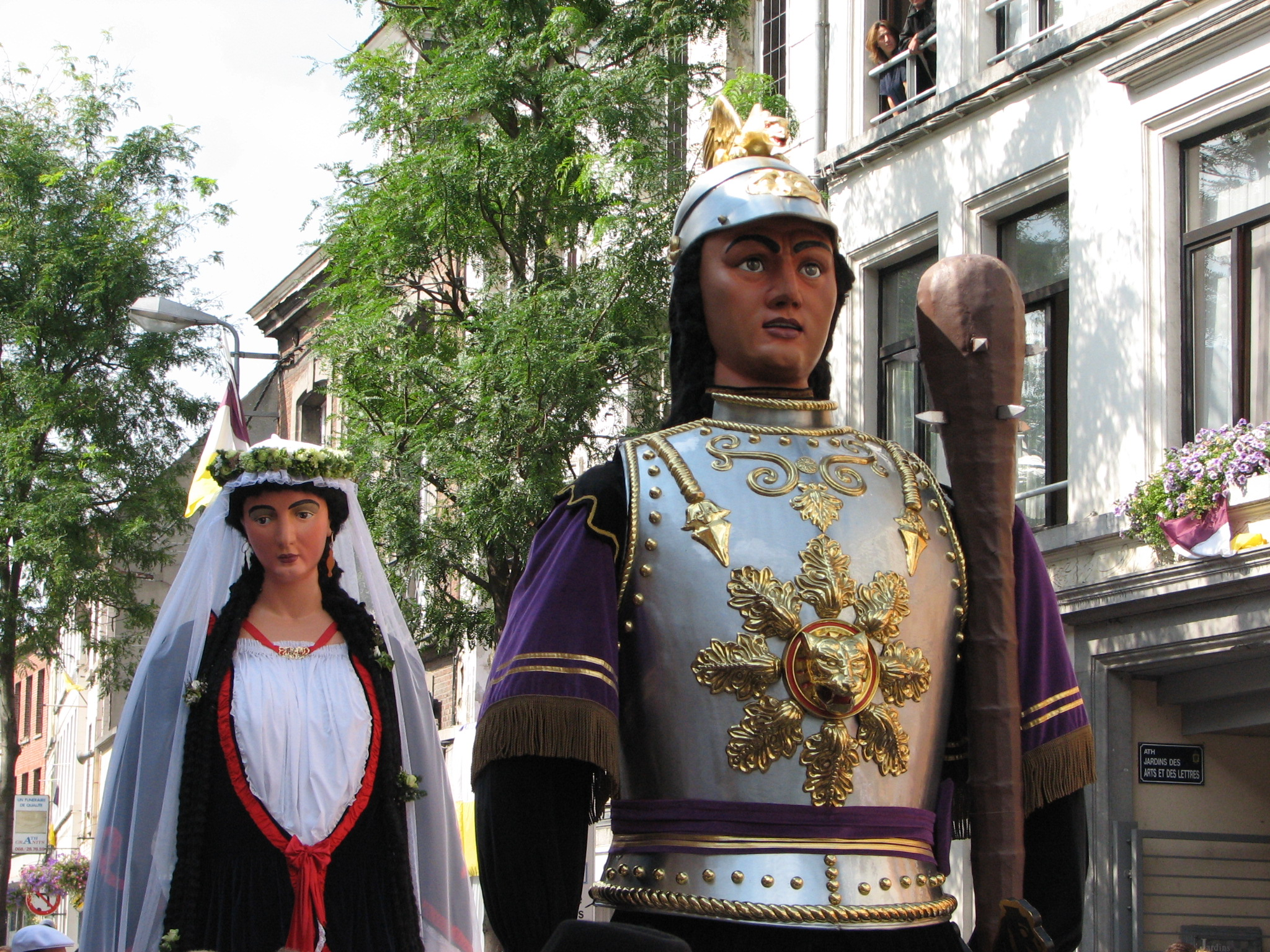
En 2006
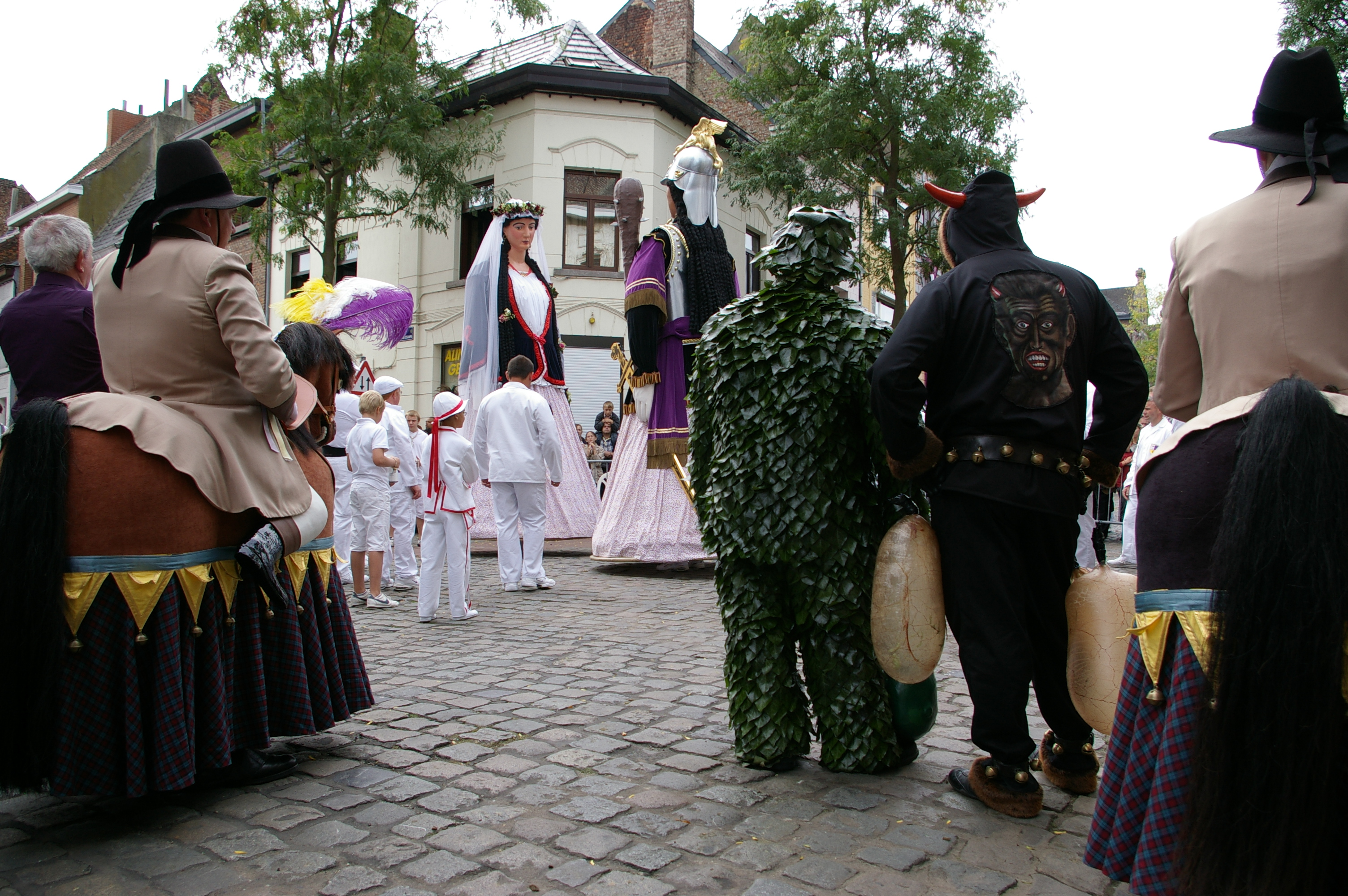
Le couple Goliath et sa garde

## La danse
Les porteurs spécialisés dans la danse de Goliath considèrent ces 16 mesures en 6/8 de l'introduction comme 32 mesures de valse. Ils les comptent très simplement «Vlà un, vlà deux ... » La bonne règle veut que les géants reposant sur le sol, face à face, mais écartés de quelques mètres, soient soulevés à la 15e mesure, se rapprochent en faisant des doubles pas latéraux à gauche puis à droite jusqu'à la 24e, se dandinent de la 25e à la 29e, s'embrassent et se séparent à la 33e, au moment où commence la danse proprement dite. Cette danse est valsée et se termine par un interminable baiser.
Il est cependant à noter qu'en fin de cortège les géants s'embrassent plus fréquemment qu'au cours de la danse. L'explication est simple. Le poids du géant penché en avant repose en partie sur le sol, ce qui allège d'autant la tâche du porteur. Quand Goliath et sa femme se rendent à l'église, le samedi de la fête, ils avancent sur des marches de procession.